# Hamed Afagh
Hamed Afagh Eslamieh (in persiano حامد آفاق اسلامیه‎; Mashhad, 1º febbraio 1983) è un ex cestista iraniano.

## Carriera
Con l'Iran ha disputato i Giochi olimpici di Pechino 2008, i Campionati mondiali del 2014 e sette edizioni dei Campionati asiatici (2003, 2005, 2007, 2009, 2011, 2013, 2015).